# Пляйска
Пля́йска (укр. Пляїська) — река в Украинских Карпатах, в Тячевском районе Закарпатской области. Левый приток Беретянки (бассейн Тисы).

## Описание
Длина реки 14 км, площадь водосборного бассейна 46,4 км². Уклон реки 42 м/км. Река типично горная. Долина залесена, узкая и глубокая, местами каньоноподобная. Русло слабоизвилистое.

## Расположение
Плайська берет начало в котловине между горой Конец Горгану и обрывом Урвище Пекло. Течёт в пределах массива Внутренние Горганы преимущественно на юг, в низовьях — на юго-запад. Впадает в Беретянку в 3 км выше устья реки Турбат.

## Интересные факты
- Долиной Плайска (в низовьях) ведет путь к перевалу Легионов.
- В прошлом вдоль реки (в её среднего течения) проходила одна из веток узкоколейной железной дороги Тересва - Усть-Черна[укр.].